# Douglas Rayner Hartree
Douglas Rayner Hartree, FRS, angleški matematik in fizik, * 27. marec 1897, Cambridge, grofija Cambridgeshire, Anglija, † 12. februar 1958, Cambridge.

## Življenje in delo
Hartree je leta 1921 po prekinitvi študija diplomiral na Kolidžu svetega Janeza v Cambridgeu, leta 1926 pa doktoriral. Med letoma 1929 in 1945 je bil Beyerjev profesor uporabne matematike in teoretične fizike na Univerzi v Manchestru. Leta 1946 se je vrnil na Univerzo v Cambridgeu in poučeval matematično fiziko.
Bil je v bistvu teoretični fizik in je razvil pomembne metode v numerični analizi. Na univerzi je poslušal Bohra, ki ga je navdušil za probleme v atomski fiziki, še posebeja za numerične integralske metode reševanja diferencialnih enačb pri računanju valovnih funkcij v atomu. Na tem področju je razvil pojem samokonsistentnega polja v kvantni mehaniki.
Na podlagi naprave, ki jo je prvi predlagal lord Kelvin in izdelal Vannevar Bush v ZDA, je Hartree izdelal diferencialni analizator.
Leta 1932 so Hartreeja izvolili za člana Kraljeve družbe.
Po njem se imenuje fizikalna enota hartree za energijo z vrednostjo 27,2144 eV. To je Hartreejeva energija Wh izražena v eV.